# 대변검사

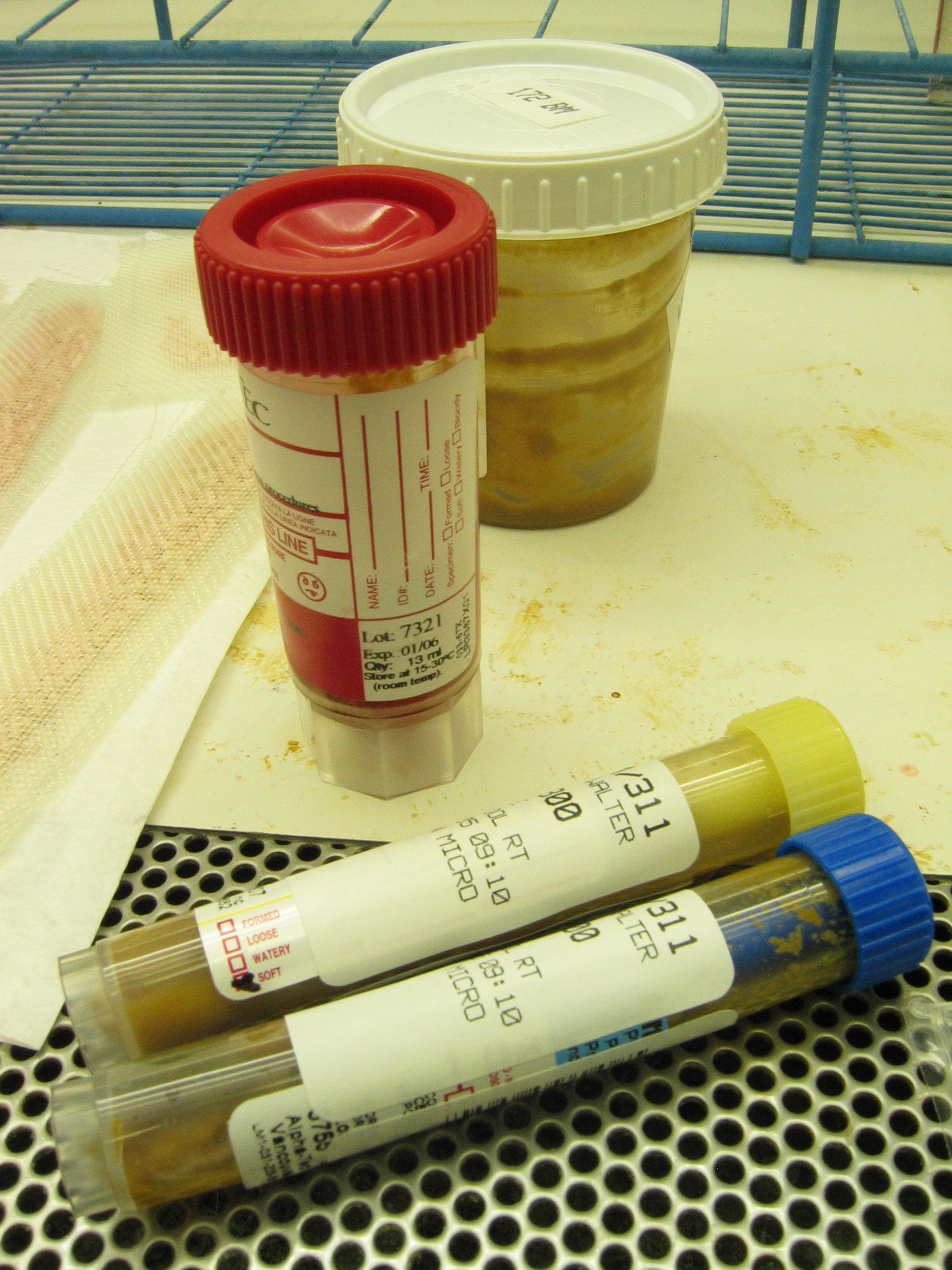

대변검사는 질병이 있는지 없는지를 진단하기 위해 대변을 모아 분석하는 일이다. 미생물분석(배양검사), 현미경검사, 화학시험이 대변 표본을 대상으로 이루어진다.

## 시각적 검사
환자와 의료 노동자는 병원이나 침대에서 중요한 관찰을 할 수 있다.
- 색
- 텍스처/균일성
- 브리스톨 대변 도표를 기반으로 하는 대변의 유형 분류

## 같이 보기
- 직장수지검사